# Abraham Whipple
Abraham Whipple (26 septembre 1733 - 27 mai 1819) est un commodore de la marine américaine qui a servi lors de la Guerre d'indépendance des États-Unis.